# Cost per Action
Der Begriff Cost per Action (auch bekannt als  Pay Per Action oder PPA), abgekürzt CPA, stammt aus dem Bereich des Online-Marketing und bezeichnet ein bestimmtes Kostenmodell. Werbung erfolgt auf den Websites für gewöhnlich durch Werbebanner oder auch Textlinks. Der Werbekunde zahlt dabei für unterschiedliche Aktionen, die im Zusammenhang stehen mit diesem Banner oder Link. Im Falle der Cost per Action entstehen für den Werbekunden Kosten, wenn die Nutzer der Website bestimmte Aktionen durchführen, nachdem sie das Banner angeklickt haben.
Die Kosten für diese Art der Werbung stehen bei den CPA in einem direkten Verhältnis zu den Aktionen und auch Reaktionen der Nutzer. Es ist bei diesem Kostenmodell nicht ausreichend, wenn der Nutzer auf das Banner oder den Link klickt. Kosten entstehen dem Werbekunden erst dann, wenn der Nutzer Aktionen durchführt, die über das simple Anklicken des Banners hinausgehen.
Eine solche weiterführende Aktion kann zum Beispiel die Bestellung eines Newsletters sein. Sehr oft genutzt wird dieses Kostenmodell auch im Bereich der Teilnahme an Gewinnspielen oder bei der Anforderung von Unterlagen und Informationsmaterialien bezüglich verschiedener Produkte und Dienstleistungen.
Im Gegensatz zu den CPC, den Costs per Click, zahlt der Kunde nur, wenn das Banner angeklickt wurde und danach eine weitere Aktion des Nutzers in der gewünschten Form erfolgt ist. Dieses Kostenmodell wird in vielen Bereichen des Online-Marketings sehr oft eingesetzt.

## Arten von CPA-Modellen
- Pay per Sale
- Pay per Click Out
- Pay per Link
- Pay per Print Out
- Pay per SignUp
- Pay per Install